# Mankanya jezik
Mankanya jezik (ISO 639-3: knf; ostali nazivi: bola, mancagne, mancang, mancanha, mankanha, mankaañ, uhula), sjevernoatlantski jezik uže skupine bakskih jezika, kojim govori oko 75 050 ljudi, poglavito u Gvineji Bisau (44 200; 2006) i 29 200 u Senegalu (2006) i nešto u Gambiji.
S jezicima Mandjak [mfv] i Papel [pbo] čini podskupinu manjaku-papel. Ima dva dijalekta uhula i uwoh. Pripadnici istoimenog naroda Mankanya služe se i drugim susjednim jezicima. Piše se latinicom; radio programim filmovi; u Senegalu je nacionalni jezik.

## Vanjske poveznice
- Ethnologue (14th)
- Ethnologue (15th)